# David Daiches
David Daiches (2 septembre 1912 – 15 juillet 2005) est un historien de la littérature et critique littéraire, érudit et écrivain écossais. Il a beaucoup écrit sur la littérature anglaise, la Littérature écossaise et la culture écossaise.

## Jeunesse
Il est né à Sunderland, dans une famille juive d'origine lituanienne – sujet de ses mémoires de 1956, Two Worlds: An Edinburgh Jewish Childhood. Il déménage à Édimbourg alors qu'il est encore un jeune enfant, vers la fin de la Première Guerre mondiale, où son père, Salis Daiches, est rabbin de la communauté juive d'Édimbourg et fondateur de la branche municipale du B'nai B'rith.
Il étudie au George Watson's College et obtient une bourse pour l'Université d'Édimbourg où il remporte le prix Elliot. Il va à Oxford où il est élu Fellow du Balliol College en 1936.
Daiches est le père de Jenni Calder, également historienne de la littérature écossaise. Il est le frère de l'avocat Lionel Henry Daiches. Bien que Lionel ait conservé la prononciation traditionnelle plus ancienne de leur nom de famille comme « dyke-iz » /ˈdaɪ χ (ou k) ɪz/, David est revenu des États-Unis avec le « day-ches » américanisé, /ˈdeɪ tʃɪz/. Il a également une sœur, Sylvia Daiches.

## Carrière
Pendant la Seconde Guerre mondiale, il travaille pour l'ambassade britannique à Washington, DC, produisant des brochures pour le service d'information britannique et rédigeant (et prononçant) des discours sur les institutions britanniques et la politique étrangère.
Son premier ouvrage est The Place of Meaning in Poetry, publié en 1935. Il est un écrivain prolifique, produisant des ouvrages sur la littérature anglaise, la littérature écossaise, l'histoire et la critique littéraires ainsi que sur le rôle plus large de la littérature dans la société et la culture. Son The Novel and the Modern World (1939) est bien accueilli et son expertise sur la période moderne le conduit à co-éditer The Norton Anthology of English Literature (1962). Il écrit également les deux volumes A Critical History of English Literature et édite le Penguin Companion to Literature – Britain and the Commonwealth (1971). Il écrit des ouvrages biographiques et critiques sur Virginia Woolf, Robert Louis Stevenson, Robert Burns, D. H. Lawrence, John Milton et Walter Scott. Il écrit également deux volumes autobiographiques, des livres sur le whisky écossais, la Bible du roi Jacques et les villes d'Édimbourg et de Glasgow, une biographie de Bonnie Prince Charlie et un volume de poésie.
Ayant débuté à l'Université d'Édimbourg, il mène une longue et influente carrière d'enseignant au Royaume-Uni, aux États-Unis et au Canada. Il enseigne ou occupe des postes de professeur invité au Balliol College, à l'Université de Chicago, à l'Université Cornell, au Jesus College de Cambridge, à l'Université de l'Indiana, à l'Université du Minnesota, à l'Université McMaster au Canada, à l'Université Wesleyan dans le Connecticut et à l'Université de Californie ; en plus de créer le département d'anglais à la nouvelle université du Sussex. De 1979 à 1984, il est président de l'Association pour les études littéraires écossaises et de 1980 à 1986, il est directeur de l'Institut d'études avancées en sciences humaines de l'Université d'Édimbourg. Daiches préside le jury du Booker Prize en 1980 et est président de la Saltire Society de 1982 à 1986. Il est nommé CBE lors des honneurs d'anniversaire de 1991.